# Allium rubens
Allium rubens är en amaryllisväxtart som beskrevs av Heinrich Adolph Schrader och Carl Ludwig von Willdenow. Allium rubens ingår i släktet lökar, och familjen amaryllisväxter. Inga underarter finns listade i Catalogue of Life.